# Veules-les-Roses
Veules-les-Roses är en kommun i departementet Seine-Maritime i regionen Normandie i norra Frankrike. Kommunen ligger i kantonen Saint-Valery-en-Caux som tillhör arrondissementet Dieppe. År 2022 hade Veules-les-Roses 515 invånare.

## Befolkningsutveckling
Antalet invånare i kommunen Veules-les-Roses
| Referens: INSEE |